# Acanthiza
Acanthiza és un gènere d'ocells de l'ordre dels passeriformes i la família dels acantízids (Acanthizidae), que habita Austràlia, Tasmània i Nova Guinea. Són aus insectívores amb un bec fi, que s'alimenten en ubicacions diverses, des del terra fins a la copa dels arbres. Fan una mida de 8 – 10 cm.
Mostren algunes coincidències amb les mallerengues, com per exemple el viure en petits grups, a excepció del període de reproducció en què les parelles s'aïllen. Les diferents espècies poden viure des del bosc dens fins zones de matoll. Són excel·lents acròbates que poden romandre cap a baix, com les mallerengues.
El niu d'aquests ocells és una gran construcció en forma de cúpula, completament tancat a excepció d'una obertura lateral, a la manera de la mallerenga cuallarga. Allà ponen 2 – 4 ous.

## Taxonomia
Segons la classificació del Congrés Ornitològic Internacional (versió 10.2, 2020) aquest gènere està format per 14 espècies:
- Acanthiza apicalis - acantiza caragolet.
- Acanthiza chrysorrhoa - acantiza de carpó groc.
- Acanthiza cinerea - acantiza argentada.
- Acanthiza ewingii - acantiza de Tasmània.
- Acanthiza inornata - acantiza occidental.
- Acanthiza iredalei - acantiza d'Iredale.
- Acanthiza katherina - acantiza muntanyenca.
- Acanthiza lineata - acantiza pintada.
- Acanthiza murina - acantiza de Nova Guinea.
- Acanthiza nana - acantiza daurada.
- Acanthiza pusilla - acantiza frontvermella.
- Acanthiza reguloides - acantiza reguloide.
- Acanthiza robustirostris - acantiza pissarrosa.
- Acanthiza uropygialis - acantiza de carpó rogenc.